# 约纳斯·赫克托
約納斯·赫克托（德語：Jonas Hector，1990年2月11日—）是德國的一位已退役足球運動員，場上司職左後衛。

## 國家隊生涯
2014年11月7日，他首次被選入德國國家足球隊大名單。
2020年10月15日，德國足球協會宣布赫克托退出了國際足球比賽，不再代表德國國家足球隊。

## 榮譽

### 俱樂部
科隆
- 德國足球乙級聯賽冠軍：2013–14、2018–19賽季

### 國家隊
德國
- 国际足联联合会杯冠軍：2017年

## 外部連結
- Soccerway資料庫：约纳斯·赫克托
- fussballdaten.de：约纳斯·赫克托之統計數據 （德文）
- 约纳斯·赫克托在 National-Football-Teams.com 上的出场纪录